# Gu Yasha
Gu Yasha (古雅莎S, Gǔ YǎshāP; Zhengzhou, 28 novembre 1990) è una calciatrice cinese, attaccante del Beijing Jingtan e della nazionale cinese.

## Palmarès

### Club

#### Titoli nazionali
- Campionato cinese: 3

Wuhan Jiangda: 2021, 2022, 2023